# تشارلز هاريس (كرة مضرب)
تشارلز هاريس (بالإنجليزية: Charles Harris)‏ مواليد 1914 - وفيات 1993 ، كان لاعب كرة مضرب أمريكي. كما أنه أحد أبطال الجراند سلام حيث حقق بطولة فرنسا في الزوجي سنة 1939 مع دون ماكنيل.

## النهائيات

### الزوجي (الألقاب 1)
| الحصيلة | السنة | الدورة           | الشريك     | المنافس               | النتيجة                  |
| الفوز   | 1939  | البطولة الفرنسية | دون ماكنيل | جان بورترا جاك برونون | 4–6, 6–4, 6–0, 2–6. 10–8 |